# SN 1997fe
SN 1997fe – supernowa odkryta 31 grudnia 1997 roku w galaktyce A043307-6126. W momencie odkrycia miała maksymalną jasność 19,50m.